# Watcha
watcha war von Anfang 2006 bis Anfang 2008 der mobile Fernsehdienst des Mobile-TV-Providers MFD Mobiles Fernsehen Deutschland im DMB-Verfahren. Es war in Deutschland das erste kommerzielle Angebot für Mobile-TV im Broadcast-Verfahren, andere Mobile-TV-Angebote gibt es über UMTS. 
Über watcha war der Empfang von Fernsehen und Radio auf mobilen Endgeräten wie zum Beispiel Handys möglich. Mit watcha konnten fünf TV-Programme empfangen werden: die Vollprogramme von ARD, ZDF, N24 und MTV Music sowie der eigens für den mobilen Empfang entwickelte Fernsehsender ProSiebenSat.1 Mobile. Letzterer war ein ausschließlich für Mobile-TV produzierender Sender mit Serien, Quiz, Comedy und Reportagen, die speziell für die mobile Nutzung abgestimmt sind. Darüber hinaus wurde der erste visuelle Radiosender bigFM2see bundesweit eingespeist. Hier bekommen die Hörer zusätzlich zur Musik Hintergrundinformationen und Bilder der Interpreten zu sehen. 
watcha war eine technologieneutrale Plattform, d. h. auch Formate anderer technischer Standards, wie zum Beispiel im DVB-H-Standard, wären möglich gewesen. Laut Angaben des Anbieters war der Empfang in 16 Ballungsräumen möglich. 
Zum 1. Mai 2008 wurde der Sendebetrieb eingestellt, nachdem die Kundenzahlen nach eigenen Angaben nie über einen niedrigen fünfstelligen Wert kamen, und die EU-Kommission sich für das konkurrierende Verfahren DVB-H als EU-Norm entschieden hatte. MFD setzt nun ebenfalls auf DVB-H.